# Grigor Dimitrow
Grigor Dimitrow (bulgarisch Григор Димитров; englisch Grigor Dimitrov; * 16. Mai 1991 in Chaskowo) ist ein bulgarischer Tennisspieler.

## Juniorenkarriere
Grigor Dimitrow gewann 2006 die inoffizielle U16-Junioren-Weltmeisterschaft um den Orange Bowl und stand 2007 im Finale des Orange Bowl für die unter 18-Jährigen. Zudem stand er 2007 mit Vasek Pospisil im Junioren-Doppel-Finale der US Open. 2008 avancierte der junge Bulgare zum besten Junior der Welt. Neben drei Titeln bei Futures-Turnieren erreichte er das Viertelfinale des Junioren-Turniers der French Open und siegte bei den Junioren-Turnieren von Wimbledon und bei den US Open. Am 8. September 2008 wurde er die Nummer 1 der Junioren-Weltrangliste. Anschließend verkündete er, sich nun auf die ATP Tour zu konzentrieren.

## Profi-Karriere

### 2008–2009: Erste Jahre als Profi
Sein Debüt auf der ATP Tour gab Grigor Dimitrow 2008 im Alter von 17 Jahren beim Turnier in ’s-Hertogenbosch, wo er in der ersten Runde gegen den Russen Igor Andrejew in zwei Sätzen verlor. Bei seinem zweiten Turnier auf der ATP-Tour in Rotterdam im Februar 2009 konnte er in der ersten Runde den Top-25-Spieler Tomáš Berdych in drei Sätzen bezwingen. In der zweiten Runde traf er auf die damalige Nummer 1 der Welt Rafael Nadal. In einem engen Match unterlag er in drei Sätzen. Zu dieser Zeit nahmen Dimitrow und der schwedische Tennistrainer Peter Lundgren Kontakt auf und Lundgren wurde Dimitrows Vollzeittrainer. Beim anschließenden Turnier in Marseille unterlag er in der ersten Runde nur knapp in drei Sätzen dem damaligen Top-10-Spieler Gilles Simon. Anschließend bestritt er mehrere Turniere auf der ATP Challenger Tour, wobei er nie über das Viertelfinale hinauskam. Beim ATP-Turnier im Londoner Queen’s Club trat er mit einer Wildcard für das Hauptfeld an. In der ersten Runde konnte er Iván Navarro bezwingen, bevor er in der zweiten Runde erneut sehr knapp gegen Gilles Simon verlor. Für das anschließende Grand-Slam-Turnier von Wimbledon erhielt er als amtierender Junioren-Champion eine Wildcard. In seinem Erstrundenmatch gegen Igor Kunizyn gewann er den ersten Satz 6:3. Durch eine Knieverletzung musste er aber beim Stand von 6:3, 0:6, 0:4 aufgeben. Nach weiteren Challenger-Turnieren spielte Dimitrow mit einer Wildcard bei der Qualifikation für die US Open, er verlor jedoch in der zweiten Runde. Bis zum Ende der Saison 2009 konnte er seine Weltranglistenposition nicht entscheidend verbessern, er beendete das Jahr in den Top 300.

### 2010: Turniersiege auf der Challenger Tour

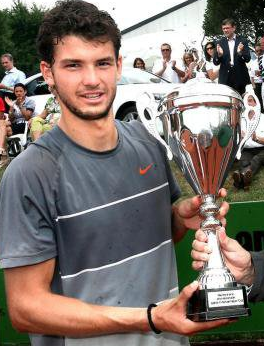
Dimitrow 2010 nach dem Gewinn des Apano Cup

Die Saison 2010 begann mit einem Challenger-Turnier in Nouméa, wo er aber erneut nicht über das Viertelfinale hinauskam. Bei der anschließenden Qualifikation zu den Australian Open verlor er in der ersten Runde. Bis zum Sommer spielte Dimitrow weitere Challenger-Turniere, bei welchen er aber nur wenig erfolgreich war. Vor dem ATP-Turnier im Londoner Queen’s Club, für das er erneut eine Wildcard erhielt, beendeten er und sein Coach Lundgren ihre Zusammenarbeit. Dimitrows neuer Trainer wurde der Australier Peter McNamara. Wie im Vorjahr gewann Dimitrow sein Erstrundenmatch in London, verlor aber in der zweiten Runde gegen den damaligen Weltranglisten-31. Feliciano López. Die Zusammenarbeit mit McNamara schien schnell Früchte zu tragen, denn beim anschließenden Challenger-Turnier in Marburg erreichte Dimitrow das Halbfinale, was sein bis dahin bestes Ergebnis auf diesem Level bedeutete. In der folgenden Zeit bestritt Dimitrow erneut kleinere Future-Turniere. Dabei konnte er innerhalb von vier Wochen die Turniere in Trier, Dortmund und Irun drei Titel gewinnen. Dadurch kletterte er bis auf Platz 245 der Welt, seine bis dahin beste Platzierung. Danach zog Dimitrow beim Challenger-Turnier in Genf ohne Satzverlust in sein erstes Finale bei solch einem Turnier ein. Dort traf er auf den damaligen Weltranglisten-118. Pablo Andújar, den er in drei Sätzen besiegte. Dabei holte er im dritten Satz einen 0:3-Doppelbreak-Rückstand auf. Dies war sein bis dahin größter Erfolg, welcher ihn in die Top 200 der Weltrangliste beförderte. Nach einer zweiwöchigen Pause spielte Dimitrow zwei aufeinanderfolgende Challenger-Turniere in Bangkok. Trotz der Umstellung vom Sandbelag der vorherigen Turniere auf Hartplatz konnte Dimitrow seine beste Leistung abrufen und gewann beide Turniere. In den Finals besiegte er Konstantin Krawtschuk und Alexander Kudrjawzew jeweils souverän in zwei Sätzen. Dimitrows Siegesserie endete im Oktober 2010 in Rennes in der zweiten Runde gegen Frank Dancevic. Doch nur zwei Wochen später erreichte er in Orléans nach einem Sieg über den Top-50-Spieler Michaël Llodra ein weiteres Challenger-Finale. Dort verlor er in drei Sätzen gegen Nicolas Mahut, der im Juli 2010 in Wimbledon durch sein Rekordmatch gegen John Isner für Aufmerksamkeit gesorgt hatte. Trotz der Finalniederlage stand Dimitrow nun kurz davor, erstmals in die Top 100 der Weltrangliste einzuziehen. Nach Erstrundenniederlagen in Eckental und Aachen hätte er dafür beim Saisonabschluss in Helsinki das Finale erreichen müssen. Nach einem Erstrundensieg über den an Position 1 gesetzten Tobias Kamke konnte er bis ins Halbfinale vordringen, wo er gegen den aufstrebenden Jungprofi Ričardas Berankis in drei Sätzen verlor. Nach dem Match kam es außerhalb des Platzes zu einer Auseinandersetzung mit dem Stuhlschiedsrichter Daniel Infanger, bei der Dimitrow den Schiedsrichter mit beiden Händen gestoßen und beschimpft haben soll. Aufgrund des Vorfalls erhielt Dimitrow eine Geldstrafe in Höhe von 2.000 Euro. Er beendete seine bis dahin beste Saison auf Platz 106 der Weltrangliste und war zu diesem Zeitpunkt der bestplatzierte Teenager auf der ATP Tour.

### 2011–2012: Etablierung auf der ATP Tour
Da er die direkte Qualifikation für die Australian Open 2011 knapp verpasst hatte, musste sich Dimitrow erst durch die Qualifikation kämpfen. In der ersten Hauptrunde gewann er gegen den Top-50-Spieler Andrei Golubew glatt in drei Sätzen sein erstes Grand-Slam-Match, ehe er gegen den an Position 19 gesetzten Stanislas Wawrinka mit 5:7, 3:6 und 3:6 ausschied. Dennoch zog er damit erstmals in die Top 100 der Weltrangliste ein. Im Februar 2011 qualifizierte sich Dimitrow für das Hauptfeld des ATP-Turniers in Rotterdam, verlor dann aber in der ersten Runde gegen den an Position 8 gesetzten späteren Finalisten Jo-Wilfried Tsonga. Für das ATP-Turnier in Marseille eine Woche später bekam Dimitrow eine Wildcard, er schied jedoch in der ersten Runde in einem knappen Dreisatzmatch gegen Dmitri Tursunow aus. Auch beim folgenden Turnier in Dubai schied er als Qualifikant in der ersten Runde gegen Richard Gasquet aus. Anfang März stand er in Cherbourg zum zweiten Mal auf französischem Boden in einem Challenger-Finale gegen Nicolas Mahut. Nachdem er im letzten Jahr in Orléans noch knapp in drei Sätzen verloren hatte, gewann Dimitrow diesmal in zwei Sätzen mit 6:2 und 7:6 und sicherte sich seinen vierten Challenger-Titel. Im März 2011 qualifizierte er sich in Miami erstmals für ein Turnier der Masters-Kategorie, verlor dann aber in der ersten Runde gegen Serhij Stachowskyj. In Houston war er zum ersten Mal bei einem ATP-Turnier gesetzt, er schied jedoch in der zweiten Runde gegen Teimuras Gabaschwili aus. In München besiegte Grigor Dimitrow im Achtelfinale den an Position 4 gesetzten Marcos Baghdatis 3:6, 7:6 und 6:2, nachdem er im Tie-Break des zweiten Satzes zwei Matchbälle abgewehrt hatte. In seinem ersten ATP-Viertelfinale gegen Florian Mayer kämpfte er sich erneut in den dritten Satz, verlor diesen jedoch gegen den späteren Finalisten. Nachdem er bei den French Open in der ersten Runde gegen Jérémy Chardy ausgeschieden war, konnte er beim Rasenturnier in Eastbourne durch einen Sieg über den Top-50-Spieler Kevin Anderson ein weiteres ATP-Viertelfinale erreichen, in dem er jedoch dem späteren Finalisten Janko Tipsarević unterlag. Im Doppel erreichte er zusammen mit Andreas Seppi nach einem Sieg über die topgesetzten Rohan Bopanna und Aisam-ul-Haq Qureshi sogar das Finale. In Wimbledon besiegte er in der ersten Runde den Qualifikanten Cedrik-Marcel Stebe, verlor dann aber nach umkämpften vier Sätzen gegen den an Position 12 gesetzten späteren Halbfinalisten Jo-Wilfried Tsonga mit 7:6, 4:6, 4:6 und 6:7. Bei den folgenden Vorbereitungsturnieren für die US Open erreichte Dimitrow in Los Angeles, Washington sowie in Winston-Salem jeweils das Achtelfinale. Durch diese Erfolge verbesserte er sich auf seinen bis dahin höchsten Weltranglistenplatz 52, den er bis zum Ende des Jahres jedoch nicht halten konnte – nach frühen Niederlagen bei seinen folgenden Turnieren stand er am Ende des Jahres auf Platz 76, seine bis dahin beste Jahresendplatzierung.
In der ersten Hälfte des Jahres 2012 kam Dimitrow kaum über die Sechzehntelfinals hinaus. So scheiterte er jeweils in der zweiten Runde der Australian Open an Nicolás Almagro, bei den French Open an Richard Gasquet sowie in Wimbledon gegen Marcos Baghdatis. Nach dem Turnier von Wimbledon konnte er Halbfinalteilnahmen in Båstad sowie in Gstaad verbuchen, letzteres verlor er gegen den späteren Turniersieger Thomaz Bellucci mit 6:7 und 6:7. Darauf folgten frühe Niederlagen, so beispielsweise ein Ausscheiden in der zweiten Runde des Einzelturniers der Olympischen Spiele in London gegen Gilles Simon mit 3:6 und 3:6 sowie eine Niederlage in der ersten Runde der US Open; dort verlor Dimitrow gegen Benoît Paire. Ausgenommen einer Viertelfinalteilnahme in Basel konnte er keine nennenswerten Erfolge verbuchen. Er beendete das Jahr auf seiner bis dahin besten Weltranglistenposition 48.

### 2013–2016: Weitere Erfolge auf der Tour

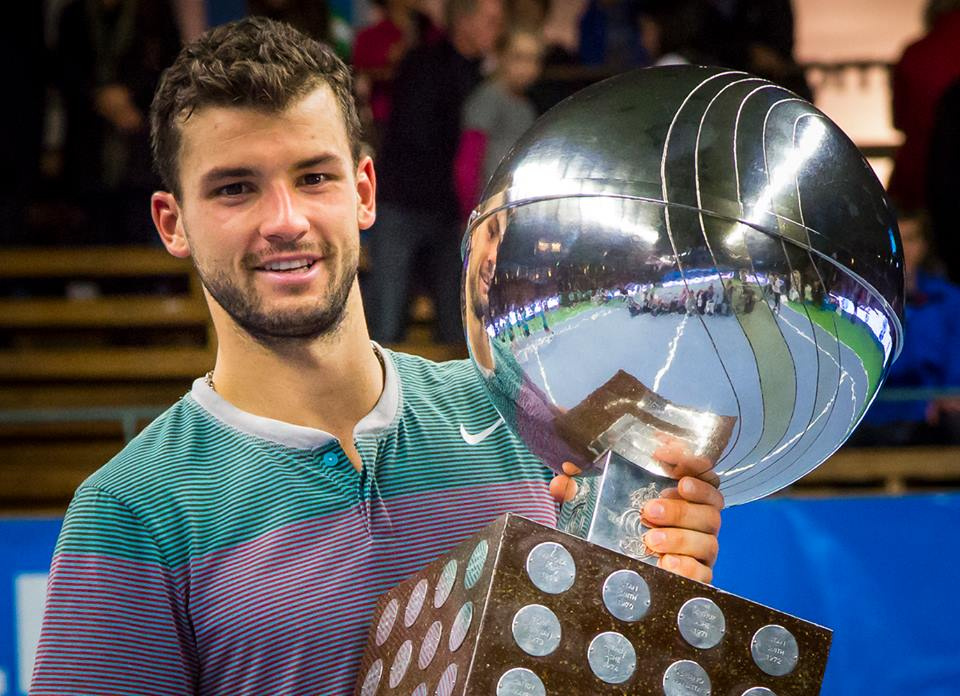
Dimitrow 2014

Die Saison 2013 begann für Dimitrow mit einer Finalteilnahme beim ATP-Turnier in Brisbane, welches er gegen Andy Murray 6:7, 4:6 verlor. Es folgten einige frühe Niederlagen, darunter eine Erstrundenniederlage bei den Australian Open gegen Julien Benneteau mit 4:6, 2:6 und 4:6. Im Anschluss daran verbuchte er eine Halbfinalteilnahme beim ABN AMRO World Tennis Tournament in Rotterdam – 4:6, 4:6 gegen den späteren Turniersieger Juan Martín del Potro – sowie mit 2:6, 6:2 und 4:6 eine Viertelfinalniederlage gegen den späteren Finalisten Rafael Nadal beim Monte-Carlo Rolex Masters 2013. Besondere Aufmerksamkeit erhielt Dimitrow für seinen Sieg über den damaligen Weltranglistenersten Novak Đoković, den er bei den Mutua Madrid Open in der zweiten Runde überraschend mit 7:6, 6:7 und 6:3 schlug. Im Anschluss verlor er jedoch gegen den späteren Finalisten Wawrinka mit 6:3, 4:6 und 1:6. Seinen ersten Titel auf der World Tour sicherte er sich in Stockholm, als er im Finale David Ferrer mit 2:6, 6:3 und 6:4 bezwang. Durch diesen Sieg rückte er auf Rang 22 in der Weltrangliste vor.
2014 verbesserte sich Dimitrow Monat für Monat beständig in der Weltrangliste. Bis Juni gewann er in Acapulco, Bukarest und London insgesamt drei Titel. Bei den Australian Open hatte er zu Saisonbeginn erstmals das Viertelfinale erreicht, musste bei den French Open allerdings eine Auftaktniederlage hinnehmen. In Wimbledon erreichte er sein erstes Grand-Slam-Halbfinale, nachdem er im Viertelfinale Andy Murray glatt in drei Sätzen besiegt hatte. Gegen Novak Đoković unterlag er zwar in vier Sätzen, zog aber nach Turnierende mit Rang neun erstmals in die Top Ten der Weltrangliste ein. Im August verbesserte er diese Bestmarke, als er auf Rang acht geführt wurde. Bei den US Open zog er erstmals ins Achtelfinale ein. Grigor Dimitrow wurde zu Bulgariens Sportler des Jahres 2014 gewählt.
2015 konnte er die Steigerung im Vorjahr nicht bestätigen. Bei keinem Turnier des Jahres konnte er ins Finale einziehen. Nur in Melbourne kam er über die dritte Runde eines Grand-Slam-Turniers hinaus. Im Herbst gab er bekannt, von nun an von Franco Davín trainiert zu werden. Nachdem er das Jahr auf Rang 11 der Weltrangliste begonnen hatte, schaffte er es erstmals seit 2012 nicht sich am Jahresende unter den Top 25 zu platzieren.
Dimitrow konnte Anfang 2016 dem negativen zunächst entgegenwirken. In Sydney verlor er gegen Victor Troicki erst im Finale. In den folgenden Monaten erreichte er passable bis gute Ergebnisse. In Istanbul im April erreichte er das zweite Finale. Hier unterlag er Diego Schwartzman, gegen den er im zweiten Satz schon zum Match aufschlug, im dritten Satz noch mit 0:6. Er zerstörte dabei mehrere Schläger und schenkte so das letzte Spiel des Satzes ab. Nach fünf Erstrundenniederlagen unter anderem in Roland Garros, gewann er erst in Wimbledon wieder ein Match. Dort verlor er in der dritten Runde gegen Steve Johnson. Vor dem Turnier gab er die Trennung von seinem Trainer bekannt. Sein neuer Coach wurde Daniel Vallverdú. Mittlerweile stand Dimitrow in der Rangliste nur noch auf Rang 40, einem Dreijahrestief. 
In Cincinnati machte Dimitrow wieder positiv auf sich aufmerksam, als er das Halbfinale erreichte, nachdem er zuvor gegen die Nummer 4 der Welt Stan Wawrinka gewonnen hatte. Hier war der Kroate Marin Čilić etwas stärker. Sowohl bei den US Open im Achtelfinale als auch im Finale von Peking unterlag er Andy Murray auf dessen Weg zur Nummer 1. Das Jahr konnte er so auf dem 17. Rang abschließen.

### Seit 2017: Sieg bei den ATP Finals und erster Masters-Titel
Der Beginn des Jahres 2017 war für Dimitrow mit zwei Turniersiegen in Brisbane und Sofia sehr erfolgreich. Bei den Australian Open erreichte er das Halbfinale, wo er dem Spanier Rafael Nadal nach 4:56 Stunden mit 3:6, 7:5, 6:7, 7:6 und 6:4 unterlag. In Cincinnati gewann er ohne Satzverlust nach einem 6:3, 7:5-Erfolg im Finale seinen ersten Masters-Titel. Dimitrow qualifizierte sich zum ersten Mal für das Saisonabschlussturnier, die ATP Finals, und zog dort auf Anhieb ins Endspiel ein, in dem er David Goffin mit 7:5, 4:6, 6:3 bezwang. In dieser Saison konnte Dimitrow insgesamt vier Turniere gewinnen und schloss diese auf dem dritten Rang der Weltrangliste ab.
Nach einem für ihn enttäuschendem Jahr 2018 und dem Achtelfinaleinzug bei den Australian Open 2019 hatte er anschließend mit Schulterproblemen zu kämpfen und musste mehrere Turniere absagen. Im Mai trennte er sich von seinem Coach Vallverdú, neuer Coach wurde Radek Štěpánek. Bei den French Open schied er in der dritten Runde aus, in Wimbledon war bereits nach dem ersten Spiel Schluss. Bei den US Open 2019 stand er nach einem Fünf-Satz-Sieg gegen Roger Federer als Ungesetzter im Halbfinale, wo er gegen Daniil Medwedew verlor. Beim Paris scheiterte er im Oktober an Novak Đoković. Bei seinem letzten Auftritt, bevor die ATP Tour aufgrund der COVID-19-Pandemie ausgesetzt wurde, kam er im Februar 2020 in Acapulco bis ins Halbfinale und musste eine Niederlage gegen den späteren Turniersieger Rafael Nadal einstecken.
Nach der Turnierpause war sein erster größerer Erfolg das Erreichen des Viertelfinales des Rom Masters im September 2020, wo er an Denis Shapovalov scheiterte. Bei den darauf folgenden French Open kam er bis ins Achtelfinale. Außerdem folgten eine Halbfinalrunde in Antwerpen und eine Viertelfinalrunde in Wien. Bei den Australian Open 2021 war er Viertelfinalist, nachdem er unter anderem Marin Čilić, Pablo Carreño Busta und Dominic Thiem geschlagen hatte. Er verlor im Viertelfinale gegen den Qualifikanten Aslan Karazew, auch weil er während des Matches Rückenschmerzen hatte. Bis zum Herbst 2021 überstand er nur bei wenigen Turnieren die zweite Runde, bis er im September in San Diego im Halbfinale dem Norweger Casper Ruud unterlag und beim nächsten Turnier in Indian Wells im Halbfinale gegen Cameron Norrie verlor. Auch bei seinem ersten Turnier 2022 in Melbourne wurde er im Halbfinale von Maxime Cressy bezwungen. In diesem Jahr kam er außerdem in Monte Carlo und Wien bis in die Halbfinalrunde.
Im Februar 2023 war er im Halbfinale von Rotterdam. Im Mai erreichte er nach fünf Jahren das erste Finale; in Genf verlor er gegen Nicolás Jarry in zwei Sätzen. Nach Halbfinalteilnahmen in Washington, Chengdu und Shanghai erreichte er bei den Paris Masters ein zweites Finale 2023; er verlor gegen Novak Đoković das Titelmatch. Anfang 2024 holte er sich nach 2017 mit einem Sieg über Holger Rune seinen zweiten Titel in Brisbane. Es folgten zwei Finalteilnahmen; im Februar verlor er in Marseille gegen Ugo Humbert und im März in Miami gegen Jannik Sinner. Da Dimitrow seit 2015 nicht mehr für die bulgarische Davis-Cup-Mannschaft angetreten war, qualifizierte er sich nicht für die olympischen Sommerspiele 2024, obwohl er in den Top 10 der Weltrangliste war.
Seit Wimbledon 2024 musste Dimitrow bei Grand-Slam-Turnieren fünfmal in Folge verletzungsbedingt aufgeben, zuletzt im Juli 2025 wegen einer Brustmuskelverletzung im Achtelfinale in Wimbledon nach einer 2:0-Satzführung gegen den Weltranglistenersten Jannik Sinner.

## Spielstil
Dimitrow spielt mit der rechten Hand und eine einhändige Rückhand. Die Rückhand longline bezeichnet er als seinen Lieblingsschlag, seine Lieblingsbeläge sind Rasen und Hartplatz. Oft wird Dimitrow aufgrund seines Spielstils und auch seiner Vorhand- und Aufschlagbewegung mit Roger Federer verglichen.

## Privatleben
Im Jahr 2012 tauchen Gerüchte über eine Beziehung zwischen Grigor Dimitrow und der russischen Tennisspielerin Marija Scharapowa auf. Beide bestätigten diese bei den Mutua Madrid Open 2013, wo Dimitrow zum ersten Mal in seiner Karriere mit Novak Đoković eine Nummer eins besiegte. Im Juli 2015 trennten sich die beiden wieder. Der Sohn eines Tennistrainers und einer Sportlehrerin lebt heute in Monaco.

## Erfolge
| Legende (Anzahl der Siege) |
| Grand Slam                 |
| ATP Finals (1)             |
| ATP Tour Masters 1000 (1)  |
| ATP Tour 500 (1)           |
| ATP Tour 250 (6)           |
| ATP Challenger Tour (5)    |

| Titel nach Belag |
| Hartplatz (7)    |
| Sand (1)         |
| Rasen (1)        |

### Einzel

#### Turniersiege

##### ATP Tour
| Nr. | Datum             | Turnier      | Belag         | Finalgegner     | Ergebnis         |
| --- | ----------------- | ------------ | ------------- | --------------- | ---------------- |
| 1.  | 20. Oktober 2013  | Stockholm    | Hartplatz (i) | David Ferrer    | 2:6, 6:3, 6:4    |
| 2.  | 2. März 2014      | Acapulco     | Hartplatz     | Kevin Anderson  | 7:61, 3:6, 7:65  |
| 3.  | 27. April 2014    | Bukarest     | Sand          | Lukáš Rosol     | 7:62, 6:1        |
| 4.  | 15. Juni 2014     | Queen’s Club | Rasen         | Feliciano López | 6:78, 7:61, 7:66 |
| 5.  | 8. Januar 2017    | Brisbane (1) | Hartplatz     | Kei Nishikori   | 6:2, 2:6, 6:3    |
| 6.  | 12. Februar 2017  | Sofia        | Hartplatz (i) | David Goffin    | 7:5, 6:4         |
| 7.  | 20. August 2017   | Cincinnati   | Hartplatz     | Nick Kyrgios    | 6:3, 7:5         |
| 8.  | 19. November 2017 | London       | Hartplatz (i) | David Goffin    | 7:5, 4:6, 6:3    |
| 9.  | 7. Januar 2024    | Brisbane (2) | Hartplatz     | Holger Rune     | 7:65, 6:4        |

##### ATP Challenger Tour
| Nr. | Datum              | Turnier             | Belag         | Finalgegner           | Ergebnis      |
| --- | ------------------ | ------------------- | ------------- | --------------------- | ------------- |
| 1.  | 29. August 2010    | Genf                | Sand          | Pablo Andújar         | 6:2, 4:6, 6:4 |
| 2.  | 18. September 2010 | Bangkok             | Hartplatz     | Konstantin Krawtschuk | 6:1, 6:4      |
| 3.  | 25. September 2010 | Bangkok             | Hartplatz     | Alexander Kudrjawzew  | 6:4, 6:1      |
| 4.  | 6. März 2011       | Cherbourg-Octeville | Hartplatz (i) | Nicolas Mahut         | 6:2, 7:64     |

#### Finalteilnahmen
| Nr. | Datum            | Turnier       | Belag         | Finalgegner           | Ergebnis        |
| --- | ---------------- | ------------- | ------------- | --------------------- | --------------- |
| 1.  | 6. Januar 2013   | Brisbane      | Hartplatz     | Andy Murray           | 6:70, 4:6       |
| 2.  | 19. Oktober 2014 | Stockholm (1) | Hartplatz (i) | Tomáš Berdych         | 7:5, 4:6, 4:6   |
| 3.  | 16. Januar 2016  | Sydney        | Hartplatz     | Viktor Troicki        | 6:2, 1:6, 6:77  |
| 4.  | 1. Mai 2016      | Istanbul      | Sand          | Diego Schwartzman     | 7:65, 6:74, 0:6 |
| 5.  | 9. Oktober 2016  | Peking        | Hartplatz     | Andy Murray           | 4:6, 6:72       |
| 6.  | 22. Oktober 2017 | Stockholm (2) | Hartplatz (i) | Juan Martín del Potro | 4:6, 2:6        |
| 7.  | 18. Februar 2018 | Rotterdam     | Hartplatz (i) | Roger Federer         | 2:6, 2:6        |
| 8.  | 27. Mai 2023     | Genf          | Sand          | Nicolás Jarry         | 6:71, 1:6       |
| 9.  | 5. November 2023 | Paris         | Hartplatz (i) | Novak Đoković         | 4:6, 3:6        |
| 10. | 11. Februar 2024 | Marseille     | Hartplatz (i) | Ugo Humbert           | 4:6, 3:6        |
| 11. | 31. März 2024    | Miami         | Hartplatz     | Jannik Sinner         | 3:6, 1:6        |
| 12. | 20. Oktober 2024 | Stockholm (3) | Hartplatz (i) | Tommy Paul            | 4:6, 3:6        |

### Doppel

#### Turniersiege
| Nr. | Datum              | Turnier | Belag | Partner              | Finalgegner           | Ergebnis         |
| --- | ------------------ | ------- | ----- | -------------------- | --------------------- | ---------------- |
| 1.  | 27. September 2009 | Trnava  | Sand  | Teimuras Gabaschwili | Jan Minář Lukáš Rosol | 6:4, 2:6, [10:8] |

#### Finalteilnahmen
| Nr. | Datum         | Turnier    | Belag | Partner       | Finalgegner              | Ergebnis |
| --- | ------------- | ---------- | ----- | ------------- | ------------------------ | -------- |
| 1.  | 19. Juni 2011 | Eastbourne | Rasen | Andreas Seppi | Jonathan Erlich Andy Ram | 3:6, 3:6 |

## Abschneiden bei Grand-Slam-Turnieren

### Herreneinzel
| Turnier         | 2009 | 2010 | 2011 | 2012 | 2013 | 2014 | 2015 | 2016 | 2017 | 2018 | 2019 | 2020 | 2021 | 2022 | 2023 | 2024 | 2025 | Karriere |
| --------------- | ---- | ---- | ---- | ---- | ---- | ---- | ---- | ---- | ---- | ---- | ---- | ---- | ---- | ---- | ---- | ---- | ---- | -------- |
| Australian Open | —    | Q1   | 2    | 2    | 1    | VF   | AF   | 3    | HF   | VF   | AF   | 2    | VF   | 2    | 3    | 3    | 1    | HF       |
| French Open     | —    | —    | 1    | 2    | 3    | 1    | 1    | 1    | 3    | 3    | 3    | AF   | 1    | 3    | AF   | VF   | 1    | VF       |
| Wimbledon       | 1    | —    | 2    | 2    | 2    | HF   | 3    | 3    | AF   | 1    | 1    |      | 2    | 1    | AF   | AF   | AF   | HF       |
| US Open         | Q2   | —    | 1    | 1    | 1    | AF   | 2    | AF   | 2    | 1    | HF   | 2    | 2    | 2    | 3    | VF   |      | HF       |

Zeichenerklärung: S = Turniersieg; F, HF, VF, AF = Einzug ins Finale / Halbfinale / Viertelfinale / Achtelfinale; 1, 2, 3 = Ausscheiden in der 1. / 2. / 3. Hauptrunde; Q1, Q2, Q3 = Ausscheiden in der 1. / 2. / 3. Qualifikationsrunde; nicht ausgetragen

### Junioreneinzel
| Turnier         | 2008 | Karriere |
| --------------- | ---- | -------- |
| Australian Open | —    | —        |
| French Open     | VF   | VF       |
| Wimbledon       | S    | S        |
| US Open         | S    | S        |